# Diego Snepvangers
Diego Snepvangers (Bergen op Zoom, 3 juni 1998) is een Nederlands voetballer die als linksbuiten voor SV Spakenburg speelt.

## Carrière
Diego Snepvangers maakte zijn debuut in het betaalde voetbal voor NAC Breda in de Eerste divisie op 25 november 2016, in de met 3-1 verloren uitwedstrijd tegen SC Cambuur. Hij kwam in de 75e minuut in het veld voor Richelor Sprangers. In het seizoen 2017/18 speelde hij ook één wedstrijd voor NAC. In juni 2018 werd hij door NAC Breda voor een seizoen verhuurd aan Helmond Sport, en het seizoen erna weer. Sinds 2020 speelt hij voor SV Spakenburg.

## Statistieken
| Seizoen                         | Club            | Land           | Competitie     | Competitie | Competitie | Beker | Beker | Totaal | Totaal |
| Seizoen                         | Club            | Land           | Competitie     | Wed.       | Dlp.       | Wed.  | Dlp.  | Wed.   | Dlp.   |
| ------------------------------- | --------------- | -------------- | -------------- | ---------- | ---------- | ----- | ----- | ------ | ------ |
| 2016/17                         | NAC Breda       | Nederland      | Eerste divisie | 1          | 0          | 0     | 0     | 1      | 0      |
| 2017/18                         | NAC Breda       | Nederland      | Eredivisie     | 1          | 0          | 0     | 0     | 1      | 0      |
| 2018/19                         | → Helmond Sport | Nederland      | Eerste divisie | 33         | 3          | 0     | 0     | 33     | 3      |
| 2019/20                         | → Helmond Sport | Nederland      | Eerste divisie | 20         | 4          | 1     | 0     | 21     | 4      |
| 2020/21                         | SV Spakenburg   | Nederland      | Tweede divisie | 3          | 0          | 1     | 0     | 4      | 0      |
| Carrièretotaal                  | Carrièretotaal  | Carrièretotaal | Carrièretotaal | 58         | 7          | 2     | 0     | 60     | 7      |
| Bijgewerkt t/m 22 november 2020 |                 |                |                |            |            |       |       |        |        |